# Polycentropus quadriappendiculatus
Polycentropus quadriappendiculatus is een schietmot uit
de familie Polycentropodidae. De soort komt voor in het Neotropisch gebied.